# Banu Subramaniam
Banumathi Subramaniam est professeur d'études sur les femmes, le genre et la sexualité à l'Université du Massachusetts, à Amherst. 
Formée à l'origine comme biologiste de l'évolution des végétaux, elle écrit sur les aspects sociaux et culturels de la science en relation avec la biologie expérimentale. Elle défend une science militante,  qui crée des connaissances sur le monde naturel, tout en étant consciente de son ancrage dans la société et la culture. 
Elle a co-publié Making Threats: Biofears and Environmental Anxieties (2005) et Feminist Science Studies: A New Generation (2001) ,. Son livre Ghost Stories for Darwin: The Science of Variation and the Politics of Diversity (2014) a été reconnu par Choice au titre de contribution académique exceptionnelle en 2015. Il a également remporté le prix Ludwig Fleck de la Society for Social Studies of Science pour les études scientifiques et technologiques en 2016,. 
Son livre le plus récent, Holy Science: The Biopolitics of Hindu Nationalism (2019), a remporté le prix Michelle Kendrick du meilleur livre de la Society for Literature, Science and the Arts en 2020. 

## Jeunesse et éducation
Banu Subramaniam a grandi en Inde et a obtenu un baccalauréat du Stella Maris College de l'Université de Madras. Elle a ensuite fréquenté l'Université Duke, où elle a étudié la biologie végétale évolutive, obtenant un doctorat en génétique évolutive.  
Sa thèse de doctorat, intitulée Maintenance of the Flower Color Polymorphism at the W Locus in the Common Morning Glory, Ipomoea purpurea (1994), portait sur le maintien du polymorphisme de la couleur des fleurs chez la belle de jour commune, Ipomoea pupura,. 
Tout en réalisant son doctorat, elle a également obtenu un certificat d'études supérieures en études féminines

## Carrière
Banu Subramaniam a occupé des postes universitaires à l'Université d'Harvard, à l'Université Northeastern, à l'Université d'Arizona, à l'Université de Californie à Irvine et à l'Université de Caroline du Nord à Chapel Hill, où elle a dirigé le programme Femmes en sciences. 
En 1995, elle a reçu une subvention de la National Science Foundation pour un projet d'action enseignant-étudiant destiné aux femmes diplômées en sciences et en mathématiques. 
En 2000, elle a reçu une subvention de la National Science Foundation pour étudier les propriétés organiques des sols  et leurs effets sur les espèces végétales envahissantes. 
En 2001, elle rejoint le département d'études féminines de l'Université du Massachusetts à Amherst en tant que professeure adjointe. Pendant ses études à l'Université du Massachusetts, elle a été nommée professeure distinguée et a reçu la médaille du chancelier, qui est la plus haute distinction décernée aux professeurs pour leurs services rendus à l'université.
Elle est co-autrice des livres Making Threats: Biofears and Environmental Anxieties (2005) et Feminist Science Studies: A New Generation (2001),. 
Son livre Ghost Stories for Darwin: The Science of Variation and the Politics of Diversity (2014) est un « traitement féministe radicalement interdisciplinaire » qui examine les pratiques expérimentales de la science à travers l'histoire de l'eugénisme et de la génétique. Elle interroge sur la manière dont les idées historiques ont éclairé notre réflexion sur la différence. 
Ghost Stories for Darwin explore les fantômes du racisme et du sexisme qui induisent des limites à la recherche de connaissances, à la manière dont on peut parvenir à savoir et sur ce qui peut être connu. Ses écrits se situent à l’intersection des sciences sociales et des recherches en botanique pour questionner la façon dont nous comprenons la variation des espèces et la diversité des genres. Son travail favorise une réflexion disruptive sur la pensée binaire. 
Son livre le plus récent est Holy Science: The Biopolitics of Hindu Nationalism (2019), qui explore les interactions entre le nationalisme religieux et la science en Inde. Holy Science comprend des études de cas qui examinent les interconnexions entre la science et la religion, la manière dont elles sont façonnées par les contextes sociaux et les structures de pouvoir, ainsi que la manière dont leurs objectifs peuvent converger,. 
Ses travaux actuels en études féministes se concentrent sur la possibilité de « décoloniser » la botanique, en examinant les liens entre les études postcoloniales et la biologie.
Banu Subramaniam a reçu le prix Ludwig Fleck 2016 de la Society for Social Studies of Science pour les études scientifiques et technologiques pour Ghost Stories for Darwin: The Science of Variation and the Politics of Diversity (2014). 
Ghost Stories for Darwin a également été sélectionné par Choice comme Outstanding Academic Title en 2015. 
Holy Science: The Biopolitics of Hindu Nationalism (2019) a reçu le prix Michelle Kendrick du meilleur livre de la Society for Literature, Science, and the Arts en 2020.